# NGC 3071
NGC 3071 é uma galáxia lenticular (S0) localizada na direcção da constelação de Leo. Possui uma declinação de +31° 37' 15" e uma ascensão recta de 9 horas, 58 minutos e 52,9 segundos.